# Thelymitra juncifolia
Thelymitra juncifolia är en orkidéart som beskrevs av John Lindley. Thelymitra juncifolia ingår i släktet Thelymitra och familjen orkidéer. Inga underarter finns listade i Catalogue of Life.